# Martin Motors CEO
Der Martin Motors CEO ist ein Sport Utility Vehicle des italienischen Automobilherstellers Martin Motors. Beim CEO handelt es sich um die europäische Version des chinesischen Shuanghuan SCEO. Die meisten Karosserieteile des Modells stammen aus China und werden von Martin Motors in Lizenz zusammengebaut. Lediglich einzelne Teile und der Motor sind aus italienischer Fertigung.

## Plagiatsstreit
Bereits seit der ersten Präsentation des CEO auf italienischen Automessen warf BMW Martin Motors und den Importeuren vor, das Modell sei ein Plagiat des BMW E53 (X5) und versuchte durch Gerichtsverfahren Import- und Vertriebsverbote zu erreichen. Entsprechende erste Prüfungen in China (April 2004), Italien (Juli 2004) und Frankreich (Februar 2005) scheiterten. Für Ablehnung des BMW-Antrags sorgte dabei vor allem die Überprüfung nach den Richtlinien der EG-Vereinbarungen, nachdem sich solche Fahrzeuge in einem bestimmten Prozentsatz vom Original zu unterscheiden haben, um nicht als Plagiat zu gelten. Besonders in diese Bewertung der Abänderung fiel die Front des Modells, der Motor und andere technischen Änderungen zum Original.
BMW versuchte erfolglos, die angekündigte Präsentation des CEO auf der IAA 2007 zu verhindern und klagte auch in Deutschland. In erster Instanz verhängte das Landgericht München I im Juni 2008 ein Vertriebsverbot für den CEO und drohte die Beschlagnahmung aller noch im Bestand des Importeurs befindlichen Fahrzeuge an, die vernichtet werden sollen. Das Urteil wurde im Mai 2009, vom Oberlandesgericht München in zweiter Instanz bestätigt. Das Urteil ist bislang nicht rechtskräftig.
Das Gericht in Mailand wies die Klage von BMW dagegen zurück. Das Modell wird dort weiterhin montiert und soll europaweit vertrieben werden. Wobei die Einheiten bis zum Sommer 2008 mit dem Markenlogo der Shijiazhuang Shuanghuan Automobile Co., Ltd. montiert wurden, verwendet der Hersteller seither sein eigenes Firmenlogo.

## Technische Daten
| Modell                | Martin Motors CEO 2.4                                     |
| Motor                 | Mitsubishi 4G64S4M                                        |
| Zylinder              | 4                                                         |
| Ventile               | 16                                                        |
| Hubraum               | 2351 cm³                                                  |
| Leistung              | 95 kW (129 PS)                                            |
| Antriebsart           | 4WD-Allradantrieb                                         |
| Getriebe              | 5-Gang-Schaltgetriebe optional 4-Stufen-Automatikgetriebe |
| Höchstgeschwindigkeit | 160 km/h                                                  |
| Kraftstoffart         | Super-Benzin oder LPG                                     |
| Kofferraumvolumen     | 1550 l                                                    |
| Zuladung              | 400 kg                                                    |
| Bereifung             | 235/65 R17                                                |
| Tankinhalt            | 60 l                                                      |
| Verbrauch auf 100 km  | 9,5 bis 11,0 l                                            |
| CO2-Emission          | 208 g/km                                                  |
| Abgasnorm             | Euro 4                                                    |